# Soledade (Rio Grande do Sul)
Soledade è un comune del Brasile nello Stato del Rio Grande do Sul, parte della mesoregione del Noroeste Rio-Grandense e della microregione di Soledade.